# Gmina Maciejowice
Gmina Maciejowice là một gmina nông thôn (khu hành chính) ở Hạt Garwolin, Masovian Voivodeship, ở miền đông trung bộ của Ba Lan. Khu vực bầu cử của nó là làng Maciejowice, nằm cách Garwolin khoảng 24 kilômét (15 mi)  về phía nam và cách thủ đô Warsaw 70 km (43 mi) về phía đông nam.
Gmina có diện tích là 172,67 kilômét vuông (66,7 dặm vuông Anh) và tính đến năm 2006, tổng dân số của nó là 7.287 người.

## Làng
Gmina Maciejowice bao gồm các làng và các khu định cư chẳng hạn như Antoniówka Świerżowska, Antoniówka Wilczkowska, Bączki, Budy Podłęskie, Domaszew, Domaszew-Mlýn, Kawęczyn, Kepa Podwierzbiańska, Kobylnica, Kobylnica-Kolonia, Kochów, Kochów-Kepa, Kraski Dolne, Kraski Gorne, Leonów, Maciejowice, Malamówka, Nowe Kraski, Oblin, Oblin-Grądki, Oblin-Korczunek, Oronne, Ostrów, Pasternik, Podłęż, Podoblin, Podstolice, Podwierzbie, Podzamcze, Pogorzelec, Polik, Przewóz, Samogoszcz, Strych, Szkółki Krępskie, Topolin, Tyrzyn, Uchacze, Wróble-Wargocin và Zakręty.

## Các Gmina lân cận
Gmina Maciejowice giáp với các gmina khác như Kozienice, Łaskarzew, Magnuszew, Sobolew, Stężyca, Trojanów và Wilga.